# 善導寺 (群馬県東吾妻町)

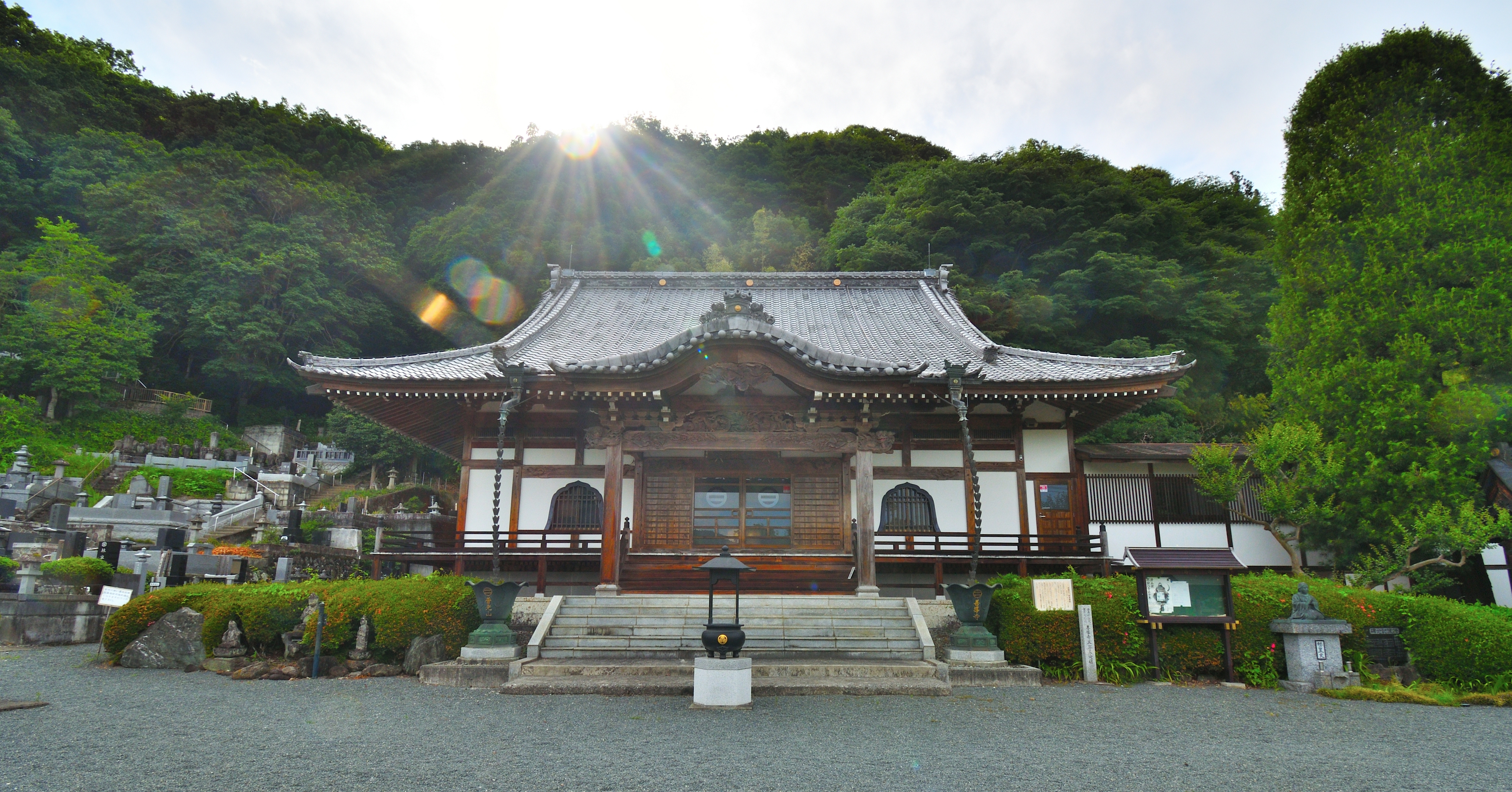
本堂

善導寺（ぜんどうじ）は、群馬県吾妻郡東吾妻町にある浄土宗の寺院。

## 歴史
室町時代中期、吾妻太郎の開基である。吾妻太郎は岩櫃城の城主と伝えられる。太郎はある夜、筑紫（現・福岡県）より三艘の船が来る夢を見た。当地は上野国の山間部にあり、「何故こんな夢を見たのか」と訝しく思ったが、1345年（貞和元年）になり、識阿・円光・行賞の三人の僧侶が来た。太郎は、「夢の中に出た三艘の船は、この三人の僧侶のことだ」と感じ、岩櫃城の鬼門の位置（北東）に寺を創建し、識阿を開山とした。識阿は後に京の禅林寺の住職になったので、円光が第2世住職となった。
江戸時代前期の1680年（延宝8年）、当地は飢饉に陥った。村人たちは年貢分の200両の借入を訴えたが、当時の沼田藩の藩主は重税を課した真田信利であり、この飢饉を招いた張本人でもあったので、藩当局がそれを受け入れることはなかった。名主の小渕喜右衛門は、これを見かねて私財200両を藩主名義で貸し与えることにした。その後、この200両は返済されたが、その頃までに悪政の咎で真田信利は幕府より改易処分を受けて沼田藩は取り潰されていた。200両は元々喜右衛門の私財であったが、「これは真田の殿様から拝領した資金」ということで、受け取りを固辞していた。当寺の住職は「資金の半分は喜右衛門が貰い受け、もう半分は当寺の梵鐘として寄進してはどうか」と代案を出して喜右衛門を納得させた。これが現在まで伝わる当寺の鐘である。

## 文化財
- 善導寺三尊来迎図（東吾妻町指定重要文化財 昭和58年9月12日指定）[2]
- 善導寺のつり鐘（東吾妻町指定重要文化財 平成13年8月31日指定）[2]
- 広雲恢龍法女墓碑（東吾妻町指定史跡 昭和40年10月5日指定）[2]
- 岩久保観音（東吾妻町指定史跡 昭和55年10月1日指定）[2]
- 不動尊の大杉（東吾妻町指定天然記念物 昭和48年3月23日指定）[2]

## 交通アクセス
- 群馬原町駅より徒歩10分。